# Jangka Alue U
Jangka Alue U is een bestuurslaag in het regentschap Bireuen van de provincie Atjeh, Indonesië. Jangka Alue U telt 1157 inwoners (volkstelling 2010).